# Gültəpə
Gültəpə è un comune dell'Azerbaigian situato nel distretto di Quba. Conta una popolazione di 414 abitanti.